# Orosius

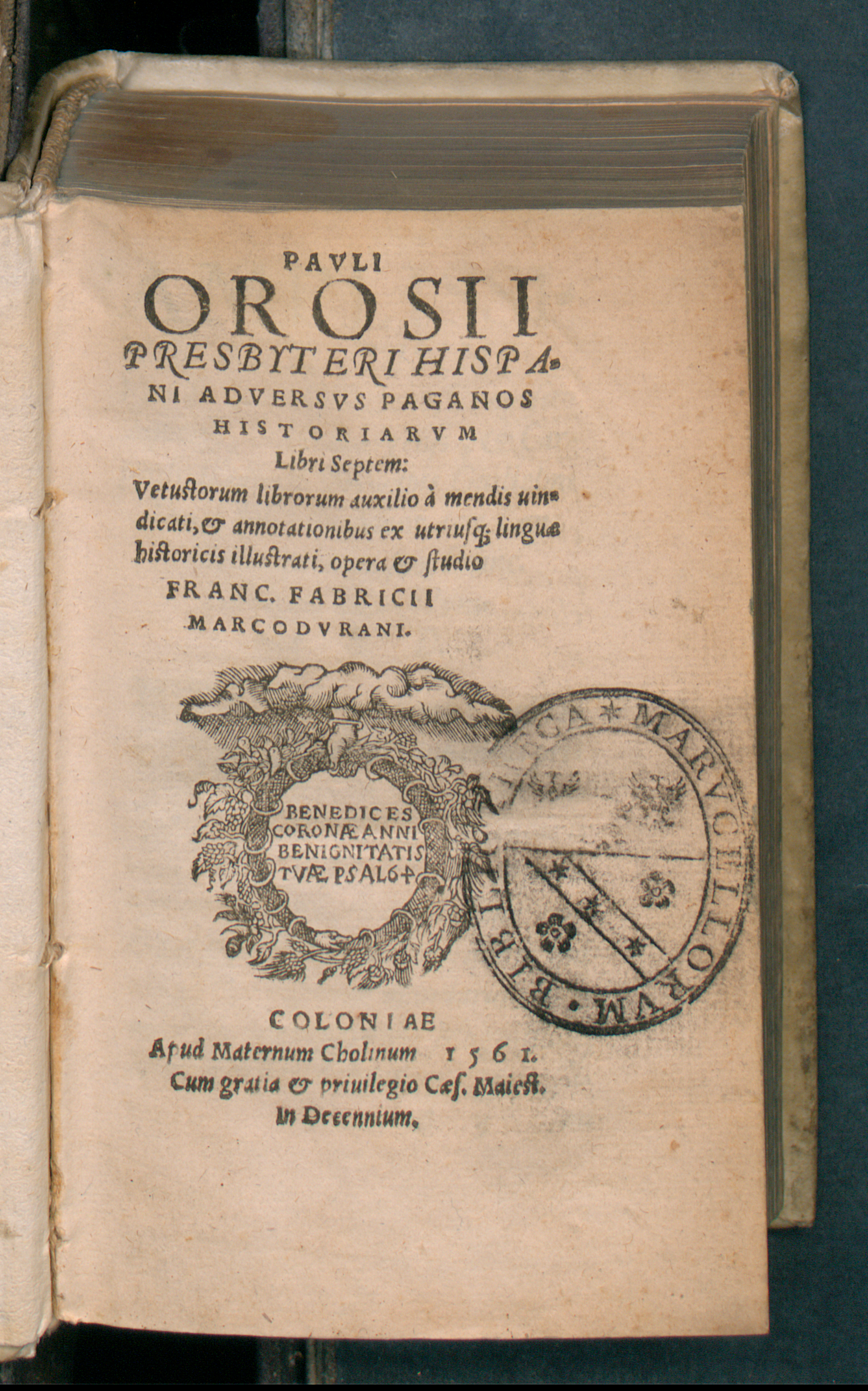
Druck der Historiae adversus paganos von 1561

Paulus Orosius (* um 385; † nach 418) war ein in Hispanien (möglicherweise in Braga in der römischen Provinz Gallaecia) geborener spätantiker Historiker und christlicher Theologe. Er lebte in der Spätphase des Römischen Reichs, reiste um 414 nach Nordafrika und wurde dort Student des Kirchenvaters Augustinus. Er suchte dessen Unterstützung in seinem Kampf gegen den von ihm als christliche Irrlehre betrachteten Priscillianismus. 415 begab er sich nach Palästina und traf dort mit Hieronymus zusammen. In Jerusalem nahm er an einer Synode teil und focht dabei eine theologische Kontroverse mit Pelagius aus, dessen Lehren er ebenfalls als Häresie auffasste. Auf der Rückreise brachte er die angeblichen Reliquien des heiligen Stephanus nach Menorca. In Nordafrika verfasste er auf Anregung des Augustinus um 416 bis 418 in lateinischer Sprache eine im Mittelalter sehr einflussreiche Geschichte gegen die Heiden (Historiae adversus paganos), die mit Abstand sein bedeutendstes literarisches Werk darstellt.

## Leben
Dass Orosius den Vornamen Paulus führte, ist erst durch ein Zitat bei dem ein Jahrhundert nach Orosius schreibenden Geschichtsschreiber Jordanes (Getica 9, 58) und danach durch eine Handschrift des 8. Jahrhunderts bezeugt. Somit gilt dieser Orosius zugeschriebene Vorname als nicht gesichert. Wie Orosius selbst angibt, wurde er auf der Iberischen Halbinsel geboren. Teils wurde in der Forschung die Meinung vertreten, dass er aus Tarraco (heute Tarragona) gebürtig war, weil er an einer Stelle seines Geschichtswerks Historiae adversus paganos (Buch 7, Kapitel 22) von Tarraconem nostram („unser Tarraco“) spricht. Heute gehen aber die meisten Althistoriker davon aus, dass Orosius eher in Bracara (heute Braga) geboren wurde.
Die Lebensumstände des Orosius sind infolge der dürftigen Quellenlage – Informationen liefern vor allem seine eigenen Schriften und vereinzelte Bemerkungen des Augustinus – nur für einen kurzen Zeitraum von etwa 414–418 n. Chr. bekannt. Er hatte eine umfassende theologische und rhetorische Ausbildung erhalten, als er um 414 aus seiner Heimat aufbrach, um als christlicher Priester stärker wirksam zu werden. Eventuell war seine Abreise aber auch durch den Einfall barbarischer Stämme veranlasst – 409 waren Sueben, Alanen und Vandalen in Hispanien eingedrungen –, da Orosius angibt, von Barbaren verfolgt worden zu sein. Jedenfalls segelte er von der Iberischen Halbinsel nach Nordafrika, wo er Augustinus in Hippo aufsuchte. In seinem Geburtsland hatte sich der Priscillianismus ausgebreitet, und die Streitigkeiten mit den Priscillianisten und Origenisten beunruhigten die iberische Kirche. Orosius suchte bezüglich dieser religiösen Differenzen den Rat des großen Kirchenlehrers, um sich auf dessen Autorität berufen zu können. Augustinus gab auf diese Anfrage in einem kurzen Aufsatz eine allgemeine Belehrung,
Nachdem Orosius einige Zeit in Africa als Schüler des Augustinus geblieben war, wurde er von ihm 415 mit einem Empfehlungsbrief an den Kirchenvater Hieronymus gesandt, der in Bethlehem weilte. Der vordergründige Zweck seiner Mission (abgesehen von einer Pilgerfahrt und vielleicht dem Erwerb von Reliquien) war, weitere Unterweisung von Hieronymus zu den von den Priscillianern und Origenes aufgeworfenen Fragen zu erhalten und einen exegetische Fragen enthaltenden Brief des Augustinus zu überbringen. Hauptsächlich aber sollte Orosius offenbar Hieronymus (und andere) gegen Augustinus’ Gegner Pelagius unterstützen, der seit der Synode von Karthago 411 in Palästina lebte und dort unter zahlreichen Origenisten Akzeptanz fand.
Das Ergebnis von Orosius’ und Hieronymus’ Auftreten gegen Pelagius war, dass Johannes, der Bischof von Jerusalem, sich veranlasst sah, in seiner Residenz für den 28. Juli 415 eine Synode einzuberufen, zu der Orosius als Presbyter eingeladen wurde. Auf dieser Kirchenversammlung berichtete Orosius über die gegen den Pelagianismus in Afrika getroffenen Entscheidungen, sowie über die Verurteilung von Pelagius’ Freund Caelestius auf der Synode von Karthago und verlas aus Augustinus’ Schriften jene Abschnitte, die sich gegen Pelagius richteten. Dieser konnte sich aber erfolgreich verteidigen. Erfolg war für Orosius ohnehin schwerlich zu erwarten bei den orientalischen Christen, die vielfach kaum Latein verstanden und deren Sinn für Pietät zuvor durch Pelagius’ Frage et quis est mihi Augustinus? („Wer ist Augustinus für mich?“) berührt worden war. Alles, was Orosius erreichte, war Johannes’ Zusage, einen Brief und eine Gesandtschaft nach Rom zum dortigen Papst Innozenz I. zu schicken. Später zieh Bischof Johannes den Orosius der Blasphemie, gegen welchen Vorwurf sich Orosius in der Rechtfertigungsschrift Liber apologeticus contra Pelagium de arbitrii libertate wehrte.
Nachdem Orosius lange genug gewartet hatte, um die unvorteilhaften Entscheidungen der Synode von Diospolis (Lydda) vom Dezember 415 zur Kenntnis zu nehmen, machte er sich auf den Weg in die Heimat. Dabei übernahm er ein Schreiben des Hieronymus an Augustinus, die Bestellung eines für den Römer Oceanus bestimmten Traktats des Hieronymus über die Auferstehung des Fleisches und eine von den in Palästina anwesenden gallischen Bischöfen Heros von Arles und Lazarus von Aix niedergeschriebene Abhandlung über die Zurückweisung der Lehren des Pelagius in der Ostkirche, die den nordafrikanischen Klerikern zugestellt werden sollte. Damals glaubte der Presbyter Lucianus, die Gebeine des ersten christlichen Märtyrers Stephanus in Kaphar Gamala bei Jerusalem entdeckt zu haben. Deren Stätte sei ihm laut seinem eigenen, auf Griechisch abgefassten Bericht (den der Presbyter Avitus aus Bracara ins Lateinische übersetzte) durch göttliche Offenbarung angezeigt worden. Avitus erwarb Teile der Reliquien des Stephanus und wollte sie samt seiner Übersetzung des Berichts über ihre Auffindung dem Bischof Balchonius von Bracara schicken. Diese Aufgabe übernahm Orosius, so dass er außer mit den erwähnten Schreiben auch mit den Reliquien des Stephanus Ende 415 in seine Heimat aufbrach.
Orosius brachte aber die Reliquien des Heiligen nur bis Menorca, wo er sie dem dortigen Bischof Severus anvertraute. Er hatte nämlich beunruhigende Informationen über die Lage in seiner Heimat erhalten und entschieden, sich nach Nordafrika zu begeben und dort bis zu einem besseren Moment für die Heimkehr zu bleiben. Der Verbleib der Stephanus-Reliquien in Menorca führte zu einem Aufruhr der dortigen Christen gegen die auf der Insel wohnenden Juden, woraufhin deren Konversion zum Christentum versucht wurde. Darüber referierte Severus in einem Sendschreiben. In Nordafrika traf Orosius wieder mit Augustinus zusammen und händigte ihm den an ihn gerichteten Brief des Hieronymus aus. Hier war er möglicherweise 416 als Berichterstatter bei den Synoden von Karthago und Mileve anwesend und verfasste auf Veranlassung des Augustinus relativ zügig sein sieben Bücher umfassendes Geschichtswerk Historiae adversus paganos, das er spätestens 418 fertigstellte. Gennadius, der eine kurze Vita über ihn verfasste, wusste nichts von späteren Aktivitäten des Orosius zu schildern. Sein Todeszeitpunkt ist unbekannt.

## Werke

### Commonitorium
Das früheste Werk des Orosius, Consultatio sive commonitorium ad Augustinum de errore Priscillianistarum et Origenistarum (d. h. „Warnungen und Mahnungen an Augustinus gegen die Irrtümer der Priscillianisten und Origenisten“) zielte vor allem darauf ab, Augustinus gegen die Lehren des Priscillianus einzunehmen, um die Autorität des Kirchenvaters ins Treffen führen zu können. Orosius schrieb diese Schrift wohl um 414 bald nach seiner ersten Ankunft in Nordafrika nieder. Da Augustinus über die lokal auf die Iberische Halbinsel beschränkte Häresie, wo sie sich großer Beliebtheit erfreute, wenig wusste, fasste Orosius am Anfang seines Werks die bedeutendsten Lehrsätze des Priscillianismus summarisch zusammen. Im Kern ging es um die Frage nach dem Ursprung der Seele, nämlich ob sie von Gott aus dem Nichts erschaffen oder eine eigenständige Wesenheit sei. Daraufhin referiert Orosius die Lehrsätze zweier spanischer Kleriker, die beide Avitus hießen und sich um die Widerlegung des Priscillianismus bemüht hatten, Erwähnt werden die Lehrmeinungen der beiden Kleriker über den Ursprung der Seelen, die Ewigkeit der Schöpfung und die Wiederbringung aller Dinge, worin sich der Origenismus ausdrückt, den der eine Geistliche in Jerusalem kennengelernt, der andere, nachdem er in Rom für die Lehre des neuplatonisch orientierten christlichen Philosophen Gaius Marius Victorinus gewonnen geworden war, sich gleichfalls von seinem Namensbruder angeeignet hatte. Dabei sei es zur Verbreitung mehrerer origenistischer Irrtümer gekommen, die Orosius in seinem Werk anführt. Schließlich bittet der Verfasser Augustinus um eine genaue Unterweisung in der rechtgläubigen Lehre vom Wesen und Ursprung der Seele. Um den Wünschen des Orosius nach einer Widerlegung der von der Orthodoxie abweichenden theologischen Lehren zu genügen, verfasste Augustinus 415 eine kurze Schrift unter dem Titel Liber ad Orosium contra Priscillianistas et Origenistas.

### Liber apologeticus
Seine nächste Abhandlung, Liber apologeticus contra Pelagium de arbitrii libertate, verfasste Orosius im Herbst 415 während seines Aufenthalts in Palästina. Er schildert darin zunächst in den Kapiteln 3–7 seine sich um die Lehren des Pelagius drehende Kontroverse mit Bischof Johannes von Jerusalem sowie über die Vorgeschichte seit seinem Eintreffen bei Hieronymus in Bethlehem. Auf der von Johannes im Juli 415 zur Untersuchung der Lehren des Pelagius einberufenen Synode kam es zu einer hitzigen Diskussion zwischen Orosius und dem ebenfalls anwesenden Pelagius. Einige Zeit später, anlässlich des Festes der Enkämien, des Kirchweihfestes der Grabeskirche, bezeichnete der Pelagius gewogene Bischof Johannes den Orosius als Gotteslästerer, weil er gesagt habe, dass der Mensch auch mit dem allmächtigen Beistand Gottes nicht ohne Sünde sein könne. Um diesen Vorwurf unmissverständlich zurückzuweisen, sah sich Orosius veranlasst, den an die auf der Synode versammelt gewesenen Jerusalemer Presbyter gerichteten Liber apologeticus als Rechtfertigungsschrift zu verfassen. In dieser berichtet er neben der Darlegung des Streitfalls in den folgenden Kapiteln 8–33 ausführlich über seine Vorstellungen von der Notwendigkeit und Wirksamkeit des göttlichen Beistands, in denen er missverstanden worden sei, polemisiert aber vor allem gegen Pelagius, den er als rohen, unwissenden Menschen darstellt, sowie gegen Bischof Johannes. Ähnlich wie sein Geschichtswerk enthält auch der Liber apologeticus eine heilsgeschichtliche Konzeption.

### Historiae adversus paganos

#### Zielsetzung
Orosius’ mit Abstand berühmtestes Werk ist die etwa in den Jahren 416 bis 418 verfasste Historiarum adversum paganos libri VII (d. h. „Sieben Bücher Geschichte gegen die Heiden“). Es handelt sich dabei um die erste christliche, literarisch hochwertige Weltgeschichte. Sie steht in der Tradition der antiken Historiographie sowie der christlichen Apologetik. Die Schrift wurde auf Augustinus’ Anregung hin begonnen, dem sie auch gewidmet ist. Als Augustinus diese Aufgabe vorschlug, hatte er von seinem eigenen Werk De civitate Dei bereits die ersten zehn Bücher niedergeschrieben, und es sind dann vielfach die gleichen Argumente, die von seinem Schüler Orosius auf dem profanhistorischen Gebiet genauer ausgearbeitet wurden – vor allem der anhand einer geschichtsphilosophischen Betrachtung versuchte Beweis, dass die Welt mit dem Auftritt des Christentums keineswegs schlechter geworden sei, sondern sich in der Vergangenheit, die er als Leidensgeschichte zeichnet, mindestens vergleichbare, eher noch schlimmere Katastrophen ereignet hätten. Dazu musste Orosius die gesamte Weltgeschichte referieren und dabei einen Vergleich zwischen Vergangenheit und Gegenwart anstellen. Das Projekt war notwendig geworden, da sich aufgrund des offenkundigen Verfalls des weströmischen Reiches seit etwa 400 und insbesondere seit der Eroberung Roms durch Alarich I. im Jahr 410 die Stimmen der noch heidnisch gesinnten Bevölkerungsschichten gemehrt hatten, die die Abkehr von den alten Göttern für die schwierige Lage verantwortlich machten. Augustinus und Orosius ging es darum, darzulegen, dass die Römer auch in früherer Zeit von Katastrophen getroffen worden waren, weshalb das Christentum nicht für die aktuellen Probleme verantwortlich zu machen sei, deren Bedeutung zudem teils heruntergespielt wird.

#### Gewährsmänner; Quellenwert
Die Quellen, derer sich Orosius bediente, lassen sich oft, aber nicht in allen Fällen eindeutig ermitteln. Neben dem Alten und dem Neuen Testament wurden vor allem Titus Livius (dessen Werk Orosius wohl nur in einer Kurzfassung vorlag), Justin, Florus, Eutrop und Hieronymus’ überarbeitete Fassung der Chronik des Eusebius von Caesarea als Vorlagen in Erwägung gezogen. Eusebius’ Kirchengeschichte verwendete er in der lateinischen Übersetzung des Rufinus von Aquileia. Weitere Quellen wie Caesars De bello Gallico, Suetons Kaiserbiographien und die Historien des Tacitus werden von Orosius zwar namentlich zitiert, allerdings geht man heute meist davon aus, dass er diese Werke nicht direkt eingesehen hat. Immerhin halten aber u. a. die klassischen Philologen Friedrich Wotke und Michael von Albrecht eine direkte Benützung der im letzten Satz genannten drei Autoren durch Orosius doch für möglich. Im Gegensatz zu Augustinus benutzte Orosius dagegen nicht Sallusts Historien, und andere von ihm erwähnte, zum Teil entlegene Gewährsmänner wie Phanokles fand er in seinen tatsächlichen Quellen zitiert.
Die meisten von Orosius verwendeten Autoren liegen auch heute noch vor. Nur für wenige Partien gibt er Ersatz für verlorene historische Darstellungen, so u. a. im 5. Buch für den Bericht des Livius über den Zeitraum von der Zerstörung Karthagos bis zum ersten Bürgerkrieg. Selbstständigen Quellenwert besitzen die Historien des Orosius in ihren Schlusskapiteln für die Epoche von etwa 378 bis 417.

#### Aufbau und Inhalt
Orosius’ Abriss der damals bekannten Weltgeschichte aus christlicher Perspektive hatte bereits Vorläufer gehabt. Die älteste christliche Weltchronik verfasste Anfang des 3. Jahrhunderts Sextus Iulius Africanus, in der er alttestamentliche und profane Geschichte synchronisierte. Die größte Nachwirkung erzielte die auf Africanus’ Werk aufbauende Chronik des Bischofs Eusebius von Caesarea und deren lateinische Übersetzung und Erweiterung durch den Kirchenvater Hieronymus. Orosius benutzte die Übersetzung des Hieronymus als chronologisches Gerüst für die fortlaufende Schilderung der Ereignisse. Für die grobe Strukturierung seines Werks griff er auf das bereits bestehende Schema der Abfolge von vier Weltreichen zurück, von denen als das erste das am östlichsten gelegene assyrisch-babylonische und als das letzte das im Westen gelegene Römische Reich betrachtet wurde. Als kürzer währende Zwischenreiche schob er das nördliche makedonische sowie das südliche karthagische ein. Die Einführung von Karthago als eines der vier Weltreiche ist ein Alleinstellungsmerkmal von Orosius Historien und dürfte auf Karthagos Rolle als großer Gegenspieler Roms beruhen.
Die Arbeit des Orosius, eine Art universalhistorische Chronik der Kriege, Seuchen und Naturkatastrophen, die der Menschheit bis zum Jahr 417 widerfahren seien, ist das früheste Beispiel von systematischem Gebrauch der Jahreszählung nach der Gründung Roms (ab urbe condita), die der Verfasser auf  752 v. Chr. ansetzt (auch wenn diese von Marcus Terentius Varro berechnete Zählung bereits viel früher von Autoren wie Titus Livius verwendet worden war). Ferner synchronisiert Orosius die Gründung Roms mit der sechsten Olympiade (Historia 2, 4, 1); sie sei 414 Jahre nach dem Fall Trojas erfolgt. Die Menschheitsgeschichte lässt er in jüdisch-christlicher Tradition mit Adam beginnen und beziffert die Zeitspanne bis zum Endpunkt seines Werks (417 n. Chr.) auf 5618 Jahre. Epochenschwelle ist für ihn vor allem Christi Geburt.
Nachdem Orosius am Anfang seines Werks den ersten Sündenfall als die Quelle alles menschlichen Elends hervorgehoben hat, gibt er – wohl auf Grundlage eines geographischen Handbuchs – im zweiten Kapitel des ersten Buchs seiner Historiae eine geographische Übersicht über die damals bekannte antike Welt. Dieses lange Kapitel hebt sich durch seinen trockenen Stil vom übrigen Text ab. Es wurde auch als eigenes Werk veröffentlicht, oft auch zusammen mit einer Kosmographie des Iulius Honorius. Danach setzt die eigentliche Beschreibung der ältesten Geschichte ein. Hier werden u. a. die Sintflut, die Schicksale der Juden in Ägypten, die griechischen Mythen (die Orosius für die älteste hellenische Geschichte hält) und das assyrisch-babylonische Reich bis zu dessen Verfall behandelt. Wie heidnische Historiker betrachtet Orosius Ninos als ersten assyrischen König und synchronisiert ihn mit Abraham; beide hätten 1300 Jahre vor der Gründung Roms gelebt. Das Leben des Mose skizziert er im 10. Kapitel des ersten Buchs zunächst nach Justin und dem Judenexkurs des Tacitus, woraufhin er es nach dem 2. Buch Mose korrigiert. Zuletzt erwähnt Orosius im ersten Buch die Messenischen Kriege, deren Ende er mit der Erbauung Roms synchronisiert.
Das zweite Buch erwähnt in den ersten einleitenden Hauptstücken die vier Weltreiche und zieht dabei mystische Parallelen zwischen Babylon und Rom, die er einander entgegensetzt. Daraufhin folgt die Geschichte von der Erbauung Roms bis zu dessen Eroberung und Verheerung durch die Gallier (um 390 v. Chr.), die viel härter gewesen sei als jene zu Orosius’ Lebenszeit erfolgte durch die Goten. Außerdem wird die gleichzeitige persisch-griechische Geschichte bis zur Schlacht bei Kunaxa (401 v. Chr.) erzählt. Dabei schildert Orosius die Perserkriege relativ ausführlich (Historiae 2, 8–11) und beziffert die menschlichen Verluste in diesen Kriegen völlig übertrieben mit 1,9 Millionen Gefallenen, um sie seiner angeblich friedlichen christlichen Gegenwart gegenüberzustellen. Im dritten Buch berichtet er über die griechische und makedonische Geschichte, die er bis zum Tod Alexanders des Großen und einer Übersicht der Kriege unter dessen Nachfolgern (Diadochen) bis 280 v. Chr. herabführt. Ferner erwähnt er die Samnitenkriege. Das vierte Buch erzählt den Kampf Roms gegen Pyrrhos und die Karthager bis zur Beendigung des  Dritten Punischen Kriegs und der Zerstörung Karthagos (146 v. Chr.). Bei den Makedonisch-Römischen Kriegen vergleicht Orosius verschiedene Angaben des Polybios, Valerius Antias und Quintus Claudius Quadrigarius – ohne dass er diese Autoren direkt eingesehen hätte – über die Anzahl der gefallenen und gefangenen Feinde und urteilt sehr richtig über die Unzuverlässigkeit solcher Aussagen. Apologetische Parallelen finden sich auch hier überall eingeschaltet.
Die letzten drei Bücher sind dann ausschließlich der Geschichte des römischen Reichs gewidmet. Der Eingang zum fünften Buch preist das Glück der christlichen Zeiten, in denen brüderliche Gesinnung durch eine Religion alle Völker verbinde, im Gegensatz zur Vorzeit, in der Nationalhass stete Kriege herbeigeführt habe. Die Geschichtserzählung wird daraufhin mit der Eroberung und Verheerung Korinths (146 v. Chr.) wiederaufgenommen und bis auf den Gladiatorenkrieg mit Spartacus (71 v. Chr.) fortgeführt, obwohl dieser laut Orosius’ eigenem Eingeständnis keinen sehr passenden Schlussabschnitt bildet. Das sechste Buch beginnt wiederum mit allgemeinen religiösen Betrachtungen über die Leitung der Ereignisse durch den einen wahren Gott, die auch der Mensch durch seine Vernunft erkennen könne. Der geschichtliche Bericht selbst beginnt mit der Besiegung von König Mithridates VI. von Pontos durch Sulla (85 v. Chr.), beschreibt dann hauptsächlich die Bürgerkriege und endet mit der Befriedung des römischen Weltreichs unter Augustus in den Jahren vor der Geburt Christi. In diesem Zusammenfallen der Pax Augusta mit der Geburt Christi offenbare sich laut Orosius ein Geheimnis der göttlichen Ordnung der Geschichte.
Im siebten Buch, das etwa um die Hälfte umfangreicher als die übrigen, 30–40 Teubner-Seiten umfassenden Bücher ist, referiert Orosius die römische Kaiserzeit bis zum Jahr 417 n. Chr. Hierbei geht er vor allem auf das Verhältnis der einzelnen Herrscher zur christlichen Gemeinde ein. Seine deutlich ausgesprochene Absicht bei der Darstellung dieses Zeitabschnitts ist es zunächst, die damaligen Unglücksfälle im Römischen Reich als göttliche Strafen für die zehn Christenverfolgungen, die schon durch die zehn ägyptischen Landplagen angedeutet worden seien, zu erweisen. Danach stellen für ihn Konstantin der Große, der die Entwicklung des Christentums zur Staatsreligion angebahnt hatte, und Theodosius I. Musterbilder dar, deren Schwächen und Grausamkeiten er übergeht oder beschönigt. Dagegen unterstellt er dem zum Heidentum zurückgekehrten Kaiser Julian die schlimmsten Absichten. Ausführlicher wird der Bericht erst gegen Ende der Historien mit der Schilderung der Regierung von Kaiser Honorius. Dabei werden die Züge der Goten, ihre Angriffe auf Rom, dessen Einnahme und Plünderung unter Alarich I., die Vertreibung der Goten aus Gallien und ihre Niederlassung in Hispanien detailreicher dargestellt.

#### Stil
Als rhetorisch gebildeter Mann drückt sich Orosius in seinen Historien in gewählter Diktion aus und ist stilistisch von seinen Quellen unabhängig. Das gesamte Werk ist reich an Pointen und Antithesen, der Stil mitunter durch einen verwickelten und dadurch etwas dunklen Periodenbau gekennzeichnet. Dagegen ist die geographische Einleitung (Historiae Buch 1, Kapitel 2) in einem trockenen Stil verfasst. In der Darstellung strebt Orosius danach, vergangene Ereignisse dem Leser möglichst eindringlich vor Augen zu führen. Er fordert historisches Einfühlungsvermögen und zeigt Mitgefühl für das Leid der von der Römern unterjochten Völker. Auch führt er seine apologetischen Argumente bildreich und drastisch aus.

#### Tendenz
Die Historien des Orosius waren der erste Versuch, die Geschichte der Welt aus dezidiert christlicher Sicht als Geschichte einer von Gott geleiteten Menschheit zu schreiben. Orosius war überzeugt, dass der Verlauf der Geschichte stets durch den Willen Gottes bestimmt würde und einem bestimmten Heilsplan unterliege. Die Aufeinanderfolge der erwähnten vier Weltreiche mit ihrem prägenden Einfluss auf die Schicksale der Menschen sei auch Teil des göttlichen Heilplans; als letztes dieser Reiche werde das römische Imperium bis zum Ende der Welt bestehen. Das Erscheinen Christi auf Erden sei der Wendepunkt der Geschichte gewesen, die sich nun zum Besseren gewandelt habe. Da die Menschen aber nach wie vor Sünden begangen hätten, seien sie weiterhin in einem gewissen Maß von Katastrophen heimgesucht worden. Im Gegensatz zu Augustinus, der auch die Schwächen des christlichen Kaisertums deutlich kennzeichnet, verherrlicht Orosius gelegentlich die Gegenwart. Er ist vom Wert der christlich-römischen Zivilisation überzeugt, in die nach seiner Ansicht auch die Germanen  nach ihrer Bekehrung eingegliedert werden sollten. Insgesamt war er in Bezug auf die Zukunft viel optimistischer als Augustinus gestimmt und stolz auf das Römertum.

#### Manuskripte; Ausgaben
Über 300 Manuskripte des im Mittelalter weitverbreiteten Geschichtswerks des Orosius sind erhalten geblieben. Die älteste der Handschriften, der Codex Laurentianus pl. 65, 1, wurde im 6. Jahrhundert angefertigt, doch die meisten stammen aus dem 11. bis 15. Jahrhundert. Ferner erschienen zahlreiche Drucke des Werks. Die erste, von Schüsler besorgte Ausgabe kam 1471 in Augsburg heraus, woraufhin bis zum Ende des 17. Jahrhunderts weitere 24 Editionen folgten. Dabei machte sich zuerst Franz Fabricius um die Verbesserung des Textes der Historien verdient (P. Orosii Presbyteri Hispani adversus paganos historiarum libri VII, Köln 1561). Sigebert Haverkamp verglich für seine 1738 in Leiden herausgegebene Ausgabe elf Handschriften von Orosius’ Geschichtswerk. Die maßgebende Edition von Karl Zangemeister wurde 1882 in Wien veröffentlicht.

#### Nachwirkung
Der geschichtstheologische Aspekt von Orosius’ apologetischem historischem Werk, dass die Menschheitsgeschichte nach einem von Gott bestimmten Heilsplan ablaufe, war in den Augen der „Orthodoxen“ auch sein Wert, und die Hormesta, Ormesta oder Ormista, wie es auch genannt wird, ohne dass der Grund dafür bekannt ist, erreichte schnell eine große Popularität. Im Mittelalter gehörten die Historien des Orosius zu den bedeutendsten Geschichtswerken überhaupt, dienten als wichtige Quelle des Wissens über die Antike und waren in außergewöhnlich vielen Bibliotheken vorhanden. Entsprechend wurden sie auch von vielen späteren Schriftstellern gelesen und benutzt, so von Jordanes, Isidor von Sevilla, Gregor von Tours, Beda Venerabilis, Paulus Diaconus, Adam von Bremen, Honorius Augustodunensis, Otto von Freising, dem Verfasser der Sächsischen Weltchronik, Martin von Troppau, Dante Alighieri, Francesco Petrarca und anderen.
Im 9. Jahrhundert entstand eine freie und gekürzte, andererseits durch geographische Abschnitte erweiterte angelsächsische Übersetzung, die früher fälschlicherweise König Alfred dem Großen zugeschrieben wurde (altenglischer Text mit der lateinischen Vorlage, herausgegeben von H. Sweet, 1883). Unter dem Titel Kitāb Hurūšiūš („Buch Orosius“) wurde das Werk daneben auch ins Arabische übersetzt und später eine der Quellen für Ibn Chaldūn. Die Datierung dieser Übersetzung ist unsicher. Traditionell wird eine Übersetzung des 10. Jahrhunderts unter oder gar durch al-Hakam II. von Córdoba angenommen. Die Herausgeberin Maria Teresa Penelas spricht sich aber wegen einiger Stellen in den Aḫbār mulūk al-Andalus („Die Taten der Könige von al-Andalus“) des Historiographen Aḥmad ibn Muḥammad al-Rāzī („el moro Rasis“) für eine frühere Übersetzung aus und vermutet – auch wegen christlicher Interpolationen –, dass an dieser unter anderem ein mozarabischer Richter mitgewirkt hat.
Nach der vom Mittelalter bis ins 18. Jahrhundert anhaltenden Beliebtheit von Orosius’ Historien schwand im Zeitalter der Aufklärung die Autorität ihres Verfassers, als die Lehre von den vier Weltreichen endgültig fallen gelassen wurde. Das Geschichtswerk wurde im 19. und frühen 20. Jahrhundert meist negativ beurteilt und fand geringe Beachtung. Erst ab den frühen 1950er Jahren stieß es erneut auf größeres Interesse, u. a. wegen seines Zeugenwerts der krisenhaften Zeit des römischen Reichs um 400 und der in ihm propagierten Geschichtstheologie.

## Ausgaben und Übersetzungen

### Editionen
- Georg Schepss (Hrsg.): Priscilliani quae supersunt accedit Orosii Commonitorium de errore Priscillianistarum et Origenistarum (= Corpus Scriptorum Ecclesiasticorum Latinorum. Band 18). F. Tempsky, Wien 1889, S. 149–157 (kritische Edition des Commonitorium de errore Priscillianistarum et Origenistarum; Digitalisat).
- Karl Zangemeister (Hrsg.): Pauli Orosii Historiarum adversum paganos libri VII accedit eiusdem liber apologeticus (= Corpus Scriptorum Ecclesiasticorum Latinorum. Band 5). Gerold, Wien 1882 (kritische Ausgabe der Historien und des Liber apologeticus; Digitalisat).
- The Old English Orosius, ed. by Janet Bately (= Early English Text Society, Supplementary Series 8). Oxford usw. 1980, ISBN 0-19-722406-7.
- Mayte Penelas: Kitāb Hurūšiūš. Traducción árabe de las Historiae adversus Paganos de Orosio (= Fuentes Arábico-Hispanas. Band 26). Consejo Superior de Investigaciones Científicas, Madrid 2001, ISBN 84-00-07923-X (Edition der arabischen Übersetzung).

### Übersetzungen
- Andrew T. Fear (Übers.): Orosius. Seven books of history against the pagans (= Translated Texts for Historians. Band 54). Liverpool University Press, Liverpool 2010, ISBN 978-1-84631-239-7.
- Adolf Lippold (Übers.): Orosius. Die antike Weltgeschichte in christlicher Sicht. 2 Bände, Artemis-Verlag, Zürich 1985/1986, ISBN 3-7608-3667-4 (Band 1) und ISBN 3-7608-3677-1 (Band 2).